# Birmingham Small Arms Company
The Birmingham Small Arms Company Limited (Compañía de Armas de Mano de Birmingham), también conocida por su acrónimo BSA, fue un importante conglomerado industrial británico, un grupo de empresas metalúrgicas que fabricaban armas de fuego militares y deportivas; bicicletas; motocicletas; coches; autobuses y carrocerías; acero; piezas de fundición de hierro; herramientas manuales; máquinas herramienta; plantas de limpieza y manejo de carbón; metales sinterizados; y procesos de cromado.
Empresas británicas notables formaron parte de BSA a lo largo de sus cien años de historia, como los fabricantes de automóviles Daimler y Lanchester, la fábrica de motocicletas Triumph o la marca de bicicletas Sunbeam. 
Después de la Segunda Guerra Mundial, BSA llegó a ser el mayor fabricante de motocicletas del mundo, pero no gestionó adecuadamente su negocio, lo que llevó en 1973 a una operación de rescate organizada por el Gobierno Británico, que adquirió los activos que aún seguían en manos del grupo. Los pocos negocios que sobrevivieron a este proceso, desaparecieron como compañías con entidad propia al ser adquiridos por otras empresas.

## Historia del grupo industrial BSA

### Armas fabricadas a máquina

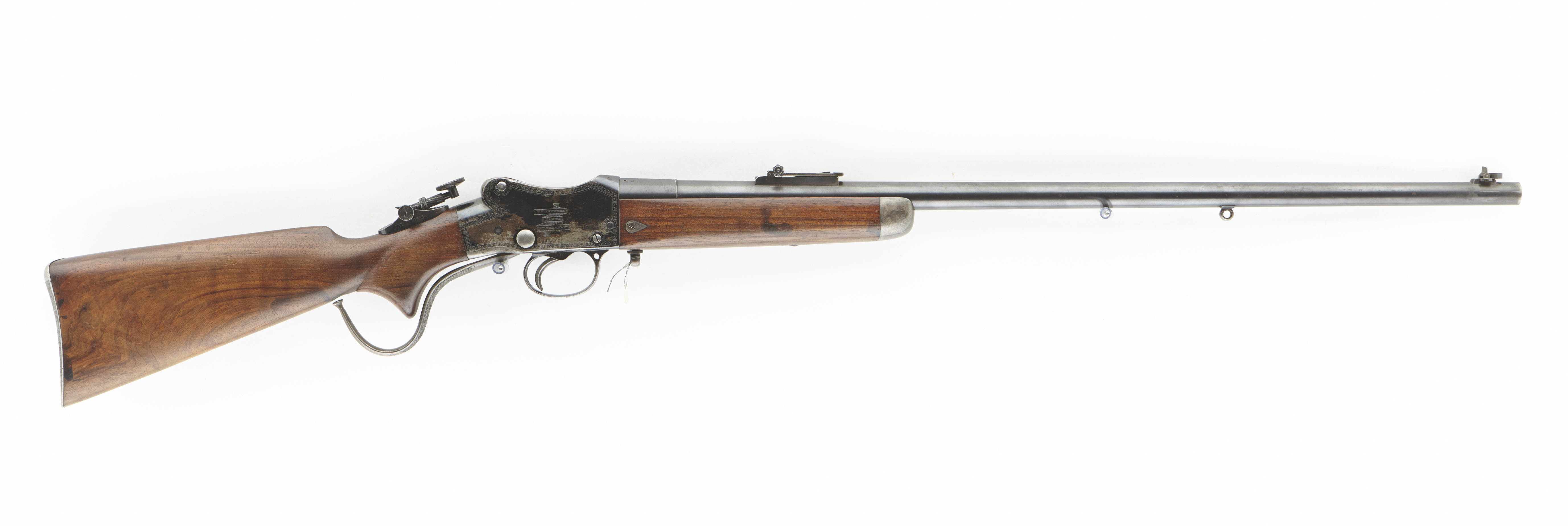
Rifle BSA datado entre 1860 y 1870

BSA se fundó en junio de 1861 en el Gun Quarter, Birmingham (Tierras Medias Occidentales) Inglaterra, Reino Unido. Formada por un grupo de catorce miembros, armeros de la Asociación de Comercio de Armas de Mano de Birmingham, su propósito específico era fabricar armas mediante el uso de maquinaria. Fueron alentados por la Oficina de Guerra del Gobierno Británico, que les facilitó acceso gratuito a los planos técnicos y al Gabinete de Artillería de la fábrica de la Royal Small Arms Factory de Enfield. La nueva maquinaria desarrollada en los Estados Unidos instalada en Enfield había aumentado considerablemente su producción sin necesidad de más artesanos expertos. Esta nueva maquinaria introdujo en Birmingham el entonces novedoso principio de las piezas intercambiables.
BSA compró 25 acres (10,1 ha) de terreno en Small Heath, Birmingham, construyó una fábrica allí y habilitó un camino de acceso, denominado Armory Road. La iniciativa fue coronada con éxito en 1863 gracias a un pedido de 20 000 rifles para la infantería turca.
El sistema de gestión de BSA se modificó en 1863, cuando los accionistas eligieron una Junta de Directores: Joseph Wilson, Samuel Buckley, Isaac Hollis, Charles Playfair, Charles Pryse, el alcalde de Birmingham Sir John Ratcliffe (c.1798-1864), Edward Gem y JF Swinburn bajo la presidencia de John Dent Goodman (1816-1900).

#### Demanda errática
El primer contrato de la Oficina de Guerra no se acordó hasta 1868. En 1879, sin trabajo, la fábrica estuvo cerrada por un año.

### Nuevas empresas

#### Bicicletas
Al año siguiente, en 1880, BSA se diversificó en la fabricación de bicicletas. La fábrica de armas demostró ser notablemente adaptable a la fabricación de bicicletas, que requería grandes cantidades de piezas estándar mecanizadas con precisión a precios bajos. En 1880, BSA fabricó el Diciclo Otto, en la década de 1880, la compañía comenzó a fabricar bicicletas por cuenta propia, y hasta 1905 no se construyó la primera motocicleta experimental de la empresa. La producción de bicicletas cesó en 1887, cuando la compañía se concentró en producir el rifle con cargador Lee–Metford para la Oficina de Guerra, que estaba reequipando con él al Ejército Británico. El pedido fue de 1200 fusiles por semana. BSA recomenzó la fabricación de bicicletas por cuenta propia a partir de 1908. BSA Cycles Ltd se creó en 1919 para la fabricación de bicicletas y motocicletas. El negocio de bicicletas se vendió a Raleigh en 1957, después de separarlo del negocio de motocicletas en 1953.

#### Componentes de bicicleta
En 1893, BSA comenzó a fabricar bujes para ruedas de bicicleta y continuó suministrando piezas hasta 1936. Compró The Eadie Manufacturing Company de Redditch en 1907 y así comenzó a fabricar el cambio interno de dos velocidades en el buje Eadie y el freno también en el eje. La compañía firmó un acuerdo con Three Speed Gear Syndicate en 1907 para fabricar un buje con cambio interno de 3 velocidades bajo licencia, que más adelante se denominó Sturmey-Archer Tipo X. BSA introdujo un buje Duo a finales de la década de 1930 que era capaz de combinar una marcha fija y una marcha con rueda libre. Toda la producción de engranajes de buje cesó temporalmente en 1939 con el inicio de la Segunda Guerra Mundial, hasta que BSA volvió a fabricar su buje de 3 velocidades alrededor de 1945. El buje Eadie hizo una breve reaparición en 1953 en dos modelos de bicicletas, pero la empresa abandonó para siempre la producción de sus engranajes de buje en 1955.

#### Municiones
BSA vendió su negocio de municiones en 1897 a Birmingham Metal y Munitions Company Limited, parte del Nobel-Dynamite Trust, a través de Kynoch, un precursor de ICI.

#### Fábrica de armas de mano de Sparkbrook Royal
En 1906 Frank Dudley Docker fue nombrado director de la empresa. En el otoño de ese año, BSA se encontraba en ciertas dificultades financieras. Se había comprado la Royal Small Arms Factory Sparkbrook a la Oficina de Guerra y, a cambio, esta última se comprometió a dar a BSA un cuarto de todos los pedidos de rifles Lee-Enfield. Sin embargo, la Oficina de Guerra no cumplió con su compromiso. La crisis financiera consiguiente no impidió que BSA firmara un acuerdo para tomar el control del fabricante de componentes de bicicletas, Eadie Manufacturing Company de Redditch, el 11 de febrero de 1907. Esa decisión fue ratificada por los accionistas de ambas compañías en reuniones generales extraordinarias separadas, celebradas en el Grand Hotel de Birmingham el 27 de febrero de 1907. Albert Eadie se convirtió en director de BSA, un cargo que ocupó hasta su muerte en 1931.

#### Armas de fuego deportivas
El mercado militar, que era muy variable, ahora estaba respaldado por las ventas de rifles militares, rifles deportivos, varios modelos de rifles en miniatura y rifles de aire comprimido. Las miras ajustables eran demandadas para las pruebas de la  Asociación Nacional del Rifle Británica en Bisley y en otras reuniones de fusiles militares.

#### Motos
Las bicicletas motorizadas se agregaron al catálogo de bicicletas en 1910. La BSA de 3½ caballos se exhibió en el Salón del Olympia de Londres de 1910, para la temporada de 1911. Toda la producción de BSA se agotó en 1911, 1912 y 1913.

#### Vehículos a motor

##### Vehículos BSA
En un esfuerzo por hacer uso de la fábrica de Sparkbrook, BSA estableció un departamento de automóviles allí. Lanchester Motor Company ocupó una parte independiente de las instalaciones. El primer prototipo de automóvil se produjo en 1907. Al año siguiente, comercializados bajo la marca BSA Cycles Ltd, la compañía vendió 150 coches y nuevamente comenzó a producir bicicletas completas por su propia cuenta. Hacia 1909 estaba claro que el nuevo departamento de automóviles no tenía éxito; un comité de investigación informó al Consejo de BSA sobre los muchos fallos de su administración y sobre su mala organización de la producción.

##### Coches y camiones Daimler
Dudley Docker se unió a la junta en 1906 y fue nombrado vicepresidente de BSA en 1909. Logró un éxito financiero espectacular con la unión de cinco grandes compañías de material rodante en 1902, y se convirtió en el líder del movimiento de fusiones empresariales de aquella época. Pensando que podía comprar las habilidades de gestión que faltaban y que no se podían encontrar dentro de BSA, comenzó las conversaciones de fusión con The Daimler Company Limited de Coventry. Daimler y Rover eran entonces los mayores productores británicos de automóviles, y Daimler en especial era inmensamente rentable. Después de su reconstrucción de capital en 1904, las ganancias de Daimler fueron del 57 % y del 150 % del capital invertido en 1905 y 1906. Por su parte, el atractivo para los accionistas de Daimler era la aparente estabilidad de BSA.

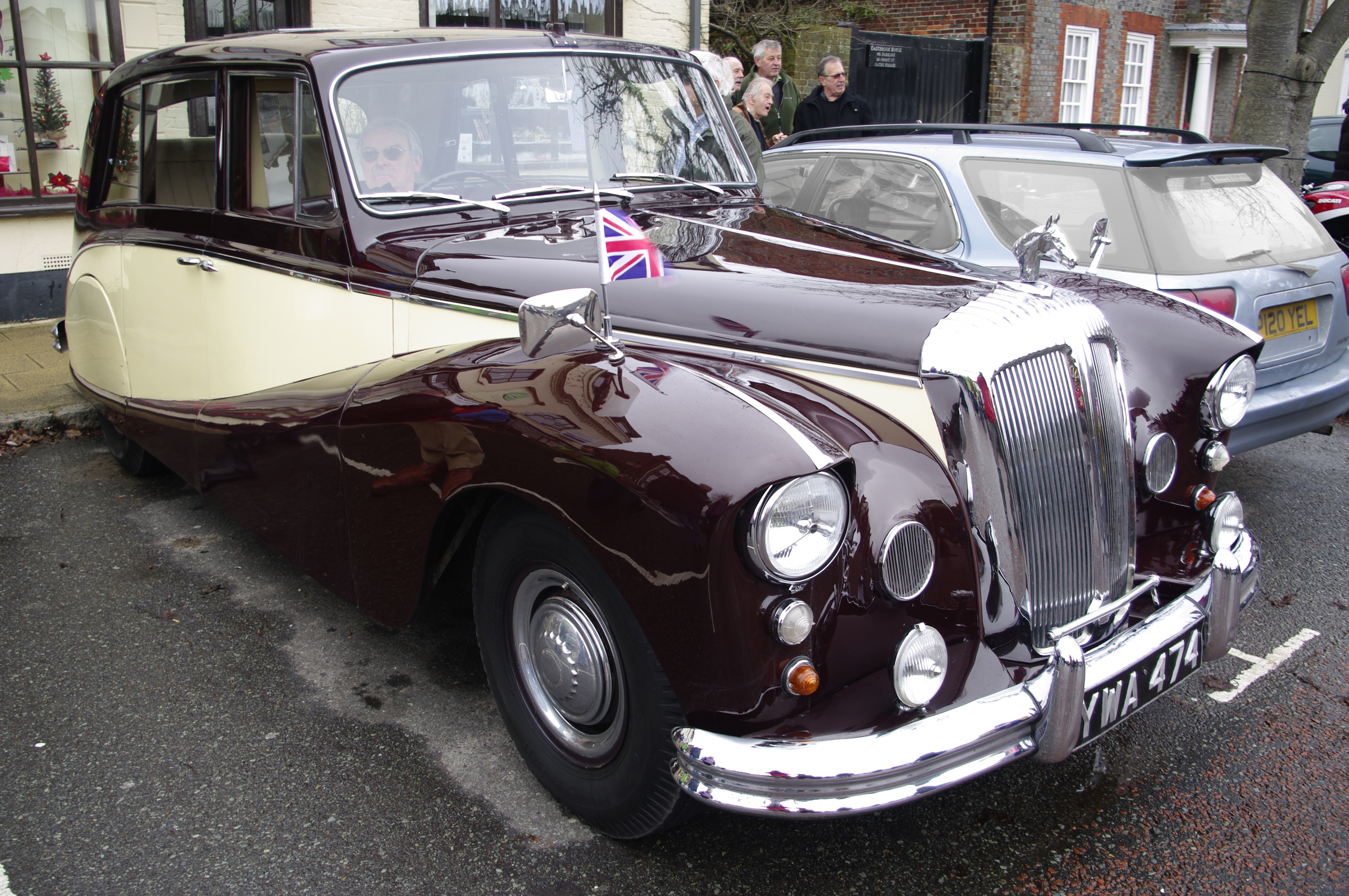
Daimler DK400 limusina (1957)

Así que en 1910, BSA compró Daimler con acciones de BSA, pero Docker, quien negoció los acuerdos, ignoró o no evaluó correctamente las consecuencias de la fusión sobre el nuevo combinado. El conglomerado nunca fue adecuadamente equilibrado o coordinado. Una de las disposiciones financieras obligó a Daimler a pagar a BSA un dividendo anual de 100 000 libras, que representaba aproximadamente el 40 % del efectivo real que BSA había depositado en Daimler. Esta carga financiera privó a Daimler del efectivo que tanto necesitaba para financiar su desarrollo, lo que obligó a Daimler a pedir dinero prestado al Midland Bank.
BSA todavía no se había recuperado financieramente de la compra anterior de la fábrica de Royal Small Arms en Sparkbrook y BSA no estaba en condiciones de financiar a Daimler, ni ninguna de las compañías tenía suficiente líquidez. BSA siguió adelante con la producción de motocicletas en 1910, su primer modelo disponible para la temporada 1911. En 1913, el grupo BSA se vio obligado por la presión del Midland Bank a realizar una emisión de capital de 300 000 acciones preferentes. En el corto plazo, esto sirvió para resolver el problema de liquidez, pero diluyó aún más la capitalización del grupo.
Dudley Docker se retiró como director de BSA en 1912 e instaló a Lincoln Chandler en el consejo de BSA como su reemplazo. A Docker le gustaba comparar la fusión BSA ~ Daimler que él diseñó y la anterior fusión en 1902 de Metropolitan Carriage Wagon & Finance Company y Patent Shaft. Sin embargo, en el caso BSA ~ Daimler no se integraron las instalaciones, no se produjo la reorganización de ninguna de las dos, y a la vista de las críticas anteriores contenidas en el informe de 1909 del comité de investigación, BSA continuó produciendo sus propios automóviles utilizando motores Daimler. En 1913, Daimler empleó a 5000 trabajadores para fabricar 1000 vehículos, una indicación de que las cosas no iban bien.

##### Carrocerías de acero
En 1912, BSA sería uno de los dos fabricantes de automóviles pioneros en el uso de carrocerías totalmente de acero, uniéndose a Hupmobile en los Estados Unidos.

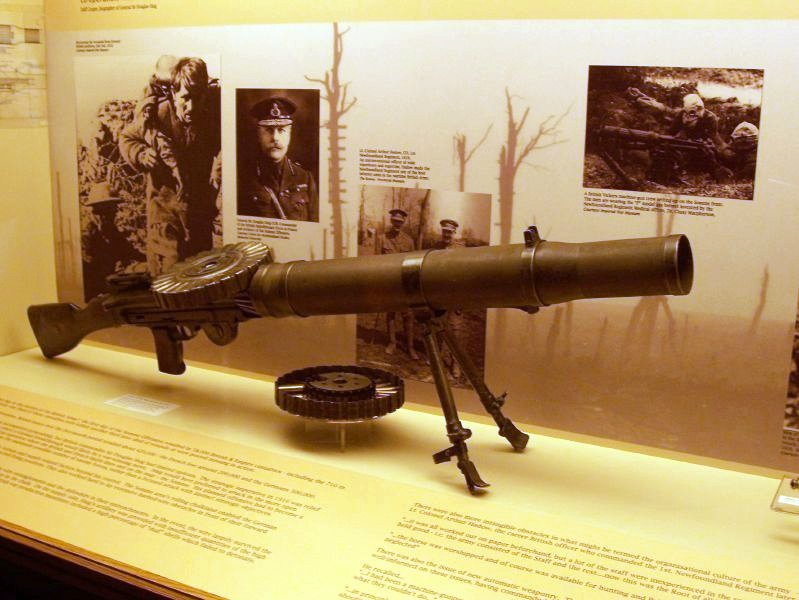
Ametralladora Lewis

#### Ametralladora automática Lewis
En 1913, BSA se comprometió a fabricar ametralladoras para la Lewis Automatic Arms Company, cuyos derechos cubrían todo el mundo, excepto el continente americano.

### Primera Guerra Mundial
Durante la Primera Guerra Mundial, la compañía volvió a la fabricación de armas y amplió enormemente sus operaciones. BSA produjo fusiles, ametralladoras Lewis, obuses, bicicletas, motocicletas y, a través de Daimler, motores de aviación, aviones y otros vehículos para el esfuerzo de guerra, así como máquinas herramienta.
Tras el armisticio, el grupo BSA fue descrito por su presidente como sigue:
- Tres entidades jurídicas distintas: armas BSA, herramientas BSA (máquina) y bicicletas BSA, todas en Sparkbrook, Smallheath y Redditch
- Daimler en Coventry
- William Jessop y Savilles, las dos empresas siderúrgicas de Sheffield.
- Daimler Hire y Burton Griffiths en Londres.[16]

Herramientas BSA y Burton Griffiths más tarde serían conocido como el Tool Group de BSA.

### Nuevas empresas

#### Motos
En noviembre de 1919, BSA lanzó su primera motocicleta con un motor bicilíndrico en V a 50 grados, la Model E, con válvulas laterales y un desplazamiento de 770 cc (6-7 hp) para la temporada 1920.
La máquina tenía válvulas intercambiables, sistema de vaciado total de aceite con bomba mecánica y una bomba manual de emergencia. El precio de venta al público fue de 130 libras. Otras características fueron el carburador Amal, la transmisión por cadena, la elección de magneto o Magdyno, el embrague de 7 placas, la caja de cambios de 3 velocidades con arranque rápido y el nuevo tipo de horquilla en voladizo.

#### Aviación
Durante la guerra, Daimler había construido enormes cantidades de motores aeronáuticos y aviones y, al final, estaba construyendo 80 bombarderos Airco de Havilland al mes. En febrero de 1920, BSA se fusionó con el que era el fabricante de aeronaves más grande del mundo, Aircraft Manufacturing Company (Airco): la planta principal de Airco en Hendon llegó a emplear entre 7000 y 8000 personas. El grupo de compañías de Airco producía un nuevo avión cada 45 minutos.
A los pocos días, BSA descubrió que Airco estaba en un estado financiero mucho más precario de lo que George Holt Thomas había revelado. Holt Thomas fue inmediatamente relevado de su nuevo puesto en el consejo de BSA y todas las nuevas adquisiciones de BSA se colocaron en manos de un liquidador. A algunos de los negocios se les permitió continuar por algunos años, y los activos de Aircraft Transport and Travel finalmente se incorporaron a Daimler Air Hire para formar Daimler Airway Limited. BSA no pagó dividendo durante los siguientes cuatro años, mientras intentaba recuperarse de sus pérdidas. Se logró cierto alivio cuando, en marzo de 1924, Daimler Airway y su administración se convirtieron en el principal constituyente de Imperial Airways.

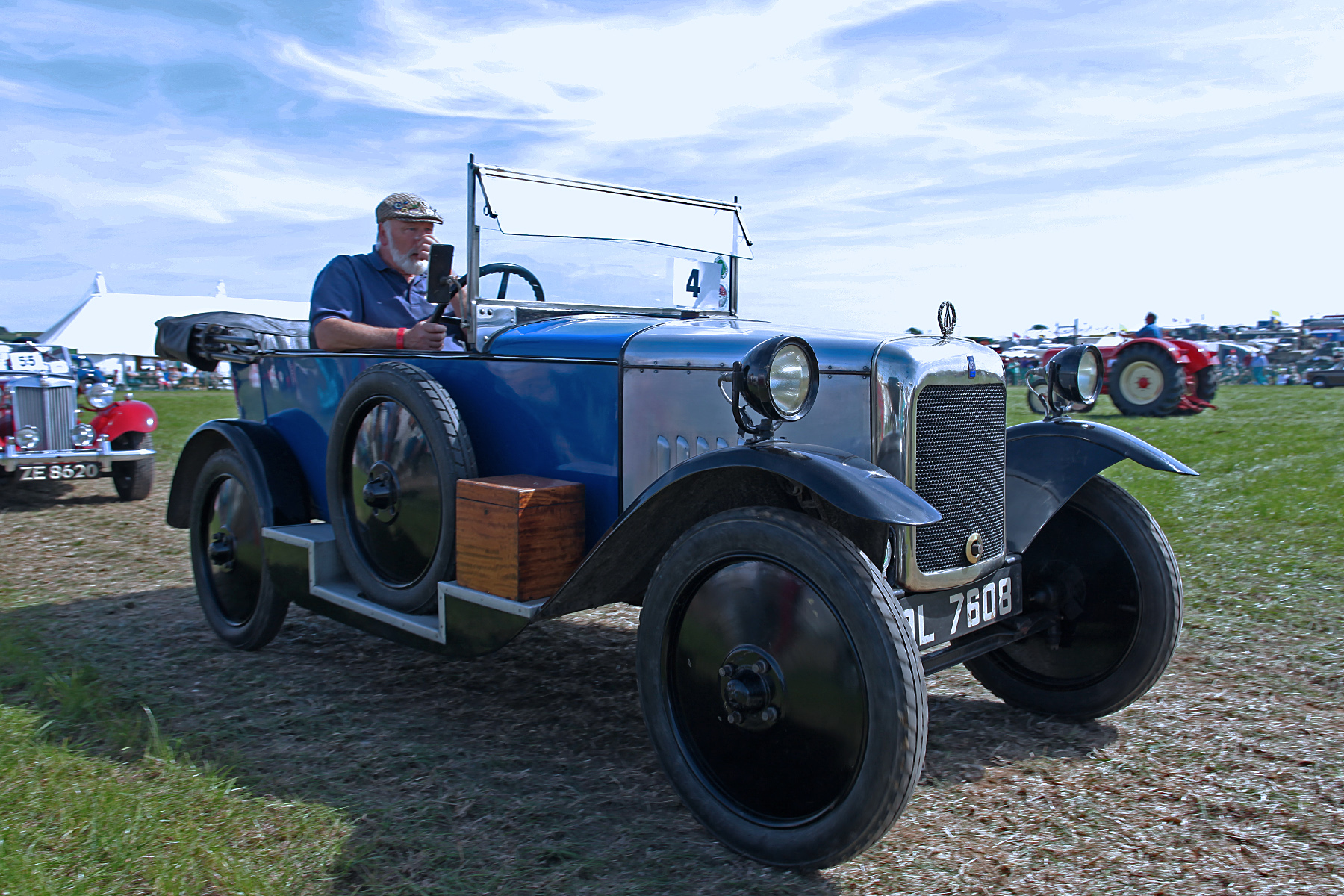
BSA 10 hp de dos plazas, con motor de dos cilindros en V refrigerado por aire

Además de la gama de automóviles Daimler, BSA Cycles Ltd volvió al mercado de automóviles en 1921 con el nombre de BSA. Lanzó un automóvil ligero con motor de dos cilindros en V, seguido de modelos de cuatro cilindros hasta 1926, cuando el nombre se abandonó temporalmente. En 1929, apareció una nueva gama de automóviles de 3 y 4 ruedas, cuya producción continuó hasta 1936.
A fines de 1924, las difíciles condiciones económicas consumieron la mayor parte de las ganancias de BSA provenientes de automóviles y motocicletas. No hubo ventas de armas para el ejército, a pesar de las nuevas grandes instalaciones construidas a petición del Gobierno. Al menos, las acciones en la Jessop Steel Co de Pensilvania se vendieron sin pérdidas. Durante 1928 se produjo una drástica reorganización del negocio de algunas subsidiarias de BSA.
Hacia 1930, las actividades principales del Grupo BSA eran las motocicletas BSA y los vehículos Daimler.
La producción de automóviles bajo el nombre BSA cesó en la década de 1930. BSA siguió siendo el mayor fabricante de motocicletas, pero el mercado tenía menos de la mitad del tamaño de finales de la década de 1920 y la producción no era rentable, aunque el valor de los automóviles y las motocicletas de BSA era ahora más de la mitad del volumen de negocios del grupo.

#### Lanchester
En 1931, la Lanchester Motor Company de Sparkbrook fue vendida a su director y la producción de sus automóviles fue transferida a la factoría de Daimler en Coventry. Su primer nuevo producto fue una versión del Daimler Light Twenty o 16/20, denominado Lanchester 15/18.
|  |  |  |  |

Las condiciones económicas comenzaron a mejorar a mediados de la década de 1930 y las actividades y ganancias de BSA crecieron notablemente. Las tensiones internacionales agregaron más actividad. Se construyó una fábrica de motores aeronáuticos, que entró en producción durante 1938. Las ventas de motocicletas se redujeron, pero BSA mantuvo su posición relativa en el mercado. Las matriculaciones británicas en 1937 cayeron de 57 000 a 46 500. Los equipos militares y de defensa, incluido el vehículo Scout de Daimler, tenían una gran demanda en Gran Bretaña y en los mercados de exportación.

#### Armamento
En la década de 1930, la junta directiva autorizó los gastos para volver a utilizar sus equipos de fabricación de armas: se había almacenado a expensas de la empresa desde el final de la Primera Guerra Mundial, en la creencia de que BSA podría ser nuevamente llamada a cumplir con su deber patriótico. En 1939, la empresa adquirió los planos del Danuvia 43M, un subfusil automático diseñado por el húngaro Pál Király, así como los derechos para fabricarlo. Se produjeron en el calibre 9mm Mauser Export, de acuerdo con el diseño de Kiraly. Se estimó que fabricar una de estas armas solo costaría 5 libras. Sin embargo, en aquella época las ametralladoras eran vistas como "armas de gángster", y los planes para fabricarlas se archivaron.

### Segunda Guerra Mundial

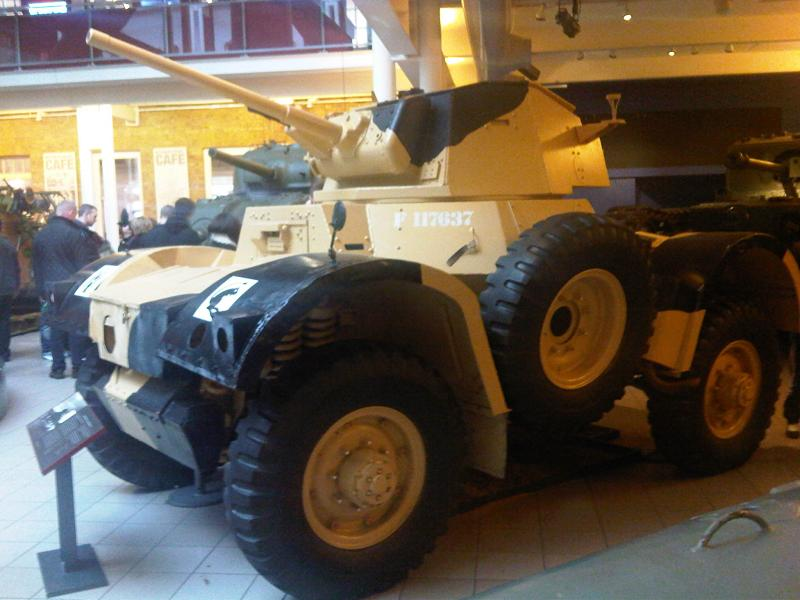
Tanqueta Daimler

Al estallar la Segunda Guerra Mundial, BSA Guns Ltd de Small Heath era la única fábrica de rifles en el Reino Unido. La Royal Ordnance Factory no comenzó la producción hasta 1941. BSA Guns Ltd también producía ametralladoras Browning M1919 para el Ministerio del Aire a razón de 600 armas por semana en marzo de 1939, y la producción de Browning iba a alcanzar un máximo de 16 390 por mes en marzo de 1942. Las fuerzas armadas habían elegido la motocicleta BSA M20, con motor de válvulas laterales y 500 cc, como su máquina preferida. Al estallar la guerra, el Gobierno solicitó las 690 máquinas que BSA tenía en sus almacenes, así como un pedido de otras 8000 máquinas. Sudáfrica, Irlanda, India, Suecia y los Países Bajos también realizaron pedidos de motocicletas.
El Gobierno aprobó el Ley de 1939 de Poderes de Emergencia (de Defensa) el 24 de agosto, lo que permitió la redacción de reglamentos de defensa que afectan a los alimentos, los viajes, la solicitud de tierras y suministros, la mano de obra y la producción agrícola. El 22 de mayo de 1940 se aprobó una segunda Ley de Poderes de Emergencia que permitía el reclutamiento de mano de obra. La caída de Francia no se había anticipado en la planificación del Gobierno, y el embolsamiento de una gran parte de la Fuerza Expedicionaria Británica en Dunkerque dio lugar a la Operación Dinamo, una apresurada evacuación de las tropas que hubieron de abandonar sus equipos. El lamentable estado de la nación, "sin armas, sin transporte, sin equipamientos" frente a la amenaza de la inminente invasión de Gran Bretaña por las fuerzas de la Alemania nazi, fue manifestado por el mariscal de campo y jefe del Ejército Británico Sir Alan Brooke en una carta a los diarios del 1 de julio de 1940.

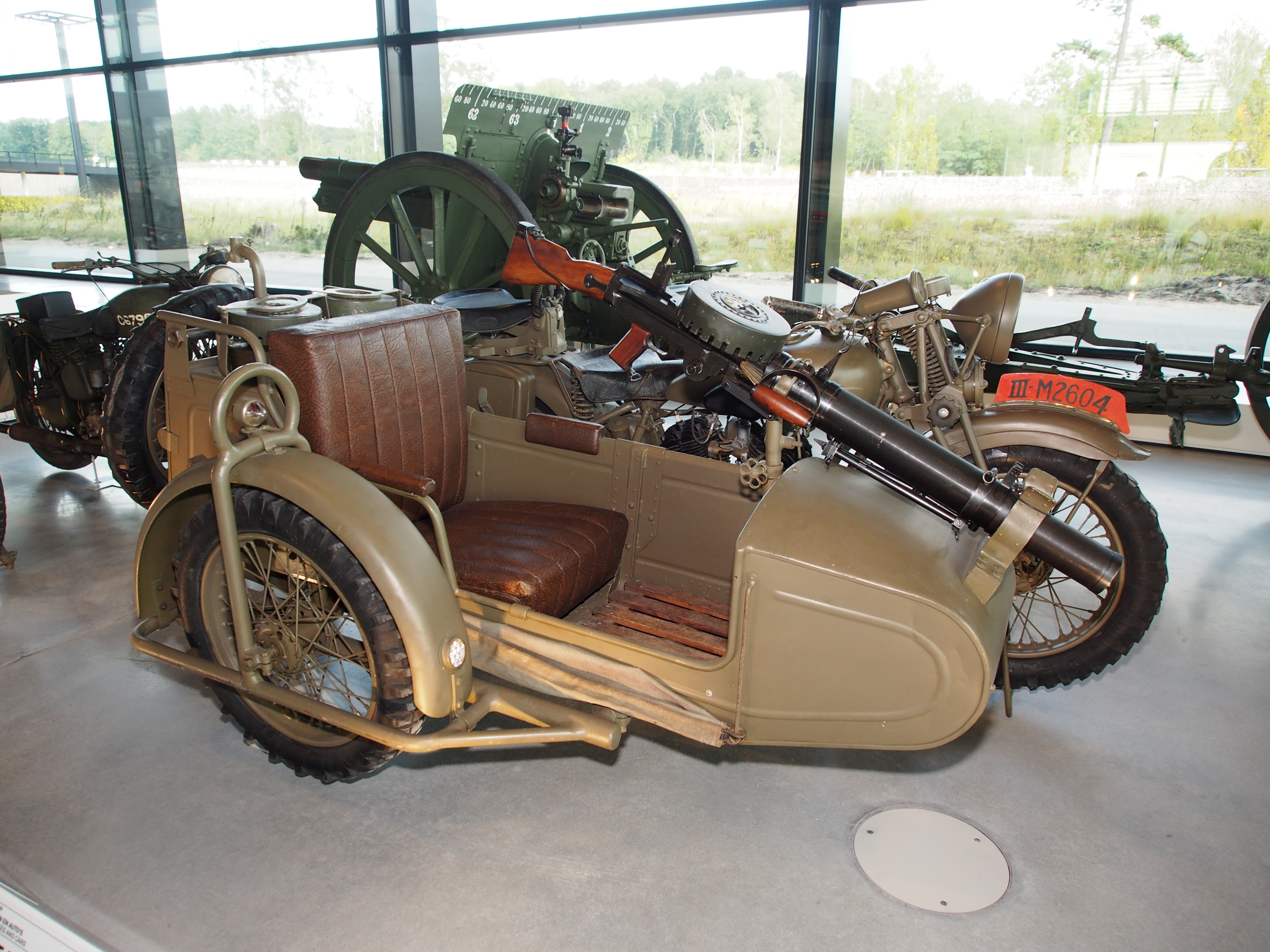
Motocicleta G14 con sidecar y ametralladora Lewis

La creación de la Home Guard (inicialmente como los Voluntarios de Defensa Local) tras el llamamiento de Anthony Eden a la Nación del martes 14 de mayo de 1940 también creó una mayor demanda de producción de armas para equipar a esta nueva fuerza. BSA, como el único productor de rifles en Gran Bretaña, dio un paso adelante, y sus trabajadores adoptaron voluntariamente una semana de siete días laborables. La producción de motocicletas también se incrementó de 500 a 1000 máquinas por semana, lo que significó que la línea de producción terminaba una máquina cada 5 minutos. El departamento de motocicletas se había dejado intacto en 1939, gracias a que la demanda se había duplicado después de Dunkerque. Al mismo tiempo, el personal de BSA ofrecía conferencias y demostraciones sobre el manejo y el mantenimiento de las motocicletas a 250 000 oficiales y soldados en todo el Reino Unido.
La fábrica de BSA en Small Heath fue bombardeada por la Luftwaffe el 26 de agosto de 1940. Una gran bomba explosiva y una lluvia de bombas incendiarias cayeron en la principal fábrica de armas rayadas, que era la única en servicio que producía rifles en el país, lo que causó la ineludible pérdida de 750 máquinas herramienta, pero afortunadamente no hubo pérdidas de vidas. Otras dos oleadas de bombardeos más tuvieron lugar los días 19 y 22 de noviembre de 1940. El ataque aéreo del 19 de noviembre causó el mayor daño, provocando pérdidas de producción y afectando a cientos de trabajadores. Dos electricistas del turno de noche, Alf Stevens y Alf Goodwin, ayudaron a rescatar a sus compañeros de trabajo. Alf Stevens fue galardonado con la Medalla de Jorge por sus actos desinteresados de valentía en el rescate y Alf Goodwin fue galardonado con la Medalla del Imperio Británico. Los trabajadores involucrados en los trabajos de defensa civil fueron requeridos para ayudar a buscar y retirar los cuerpos para que la planta volviera a la producción. El efecto neto de los bombardeos de noviembre fue destruir los talleres de máquinas en el edificio de 1915 de cuatro pisos, el edificio original de 1863 y los edificios cercanos, 1600 máquinas herramienta, matar a 53 empleados, herir a 89, 30 de ellos graves, y detener la producción de rifles durante tres meses.

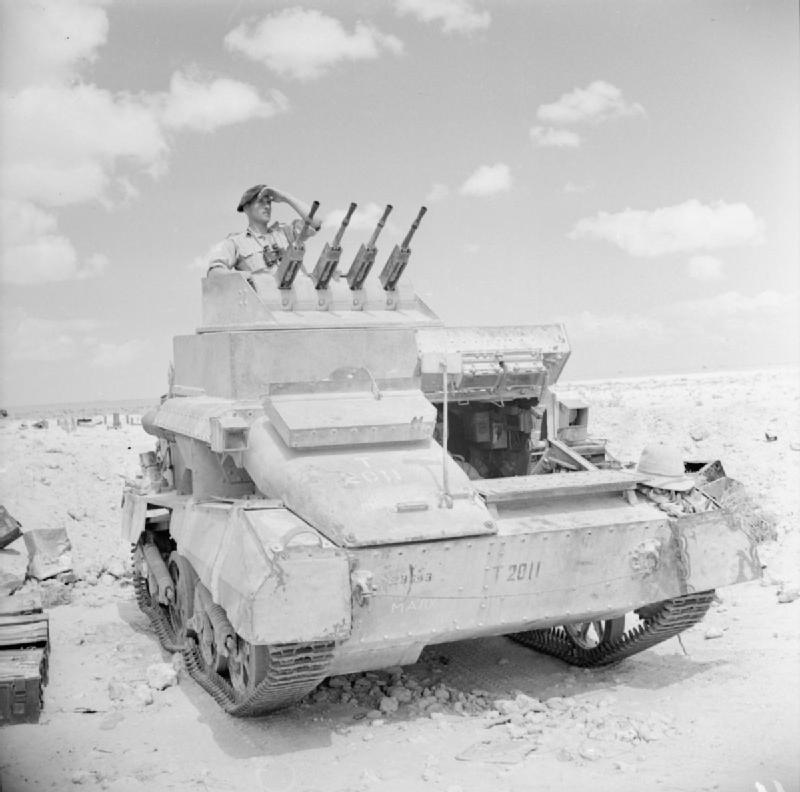
Blindado con cuatro ametralladoras Besa

El Ministerio de Suministros y BSA comenzaron inmediatamente un proceso de dispersión de la producción por Gran Bretaña, a través del esquema de factorías en la sombra. Las fábricas se instalaron en Tipton, Dudley, Smethwick, Blackheath, Lye, Kidderminster, Stourport, Tyseley y Bromsgrove para fabricar ametralladoras Browning; Stoke, Corsham y Newcastle-under-Lyme, para el cañón Hispano-Suiza HS.404; Leicester y Studley Road para la ametralladora Besa; Ruislip para el cañón Oerlikon 20 mm; Stafford para el lanzacohetes RP-3; Tamworth para el cañón QF de 2 libras; Mansfield para el fusil antitanque Boys; y Shirley produjo rifles. Estas eran las fábricas de dispersión que además de Small Heath y las otras fábricas de BSA se abrieron en los dos años posteriores a la campaña de 1940. En su punto máximo, Small Heath tenía 67 fábricas dedicadas a la producción de guerra. Las operaciones de BSA también se dispersaron a otras compañías bajo licencia.

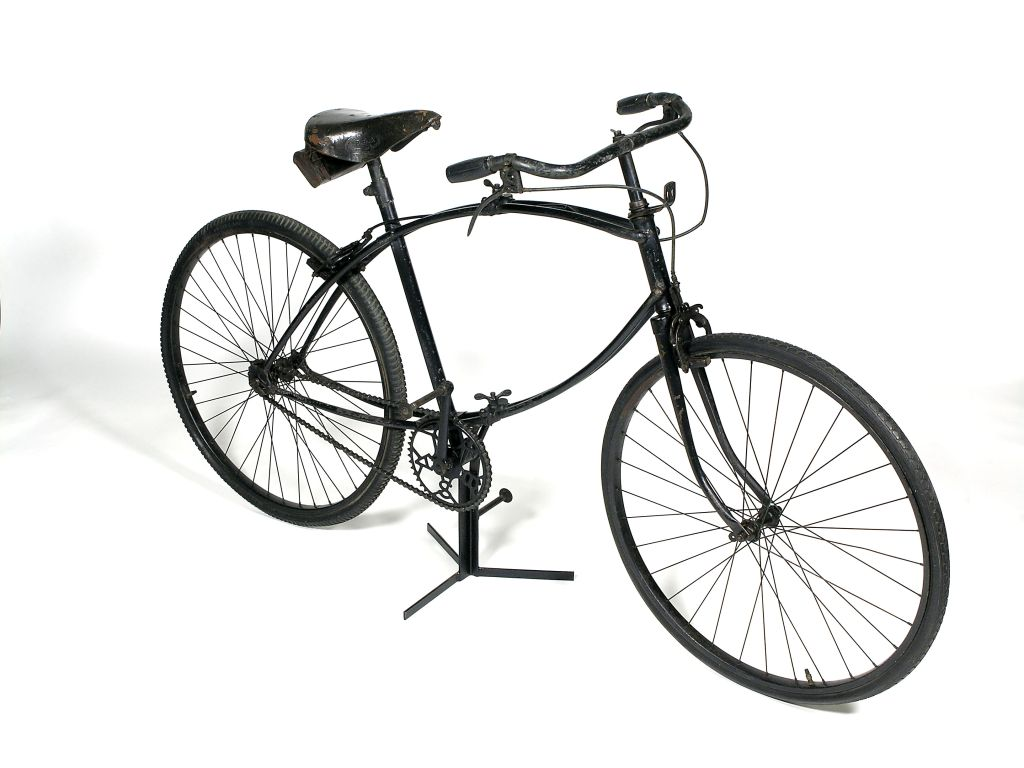
Bicicleta paracaidista

En 1941, BSA se dedicó a producir una nueva bicicleta con un peso máximo de tan solo 22 lb (10,0 kilogramos), especialmente para su uso por las fuerzas aerotransportadas. Esto requirió un nuevo concepto en diseño de bastidores que BSA ideó, produciendo una máquina que pesaba 21 lb (9,5 kilogramos), una libra menos que la especificación de diseño y que también excedía muchas veces el requisito de diseño de una vida útil de 50 millas (80 km). Se produjeron más de 60 000 unidades de bicicletas plegables, una cifra igual a la mitad de la producción total de bicicletas militares durante la Segunda Guerra Mundial. BSA también produjo motocicletas plegables para la División Aerotransportada.
A fines de 1942, BSA examinó el Welgun, diseñado con el objetivo de fabricarlo en masa. La compañía estaba dispuesta a fabricar el arma en las cantidades requeridas a partir de abril de 1943, pero el Sten Mk IV, más barato y de fabricación menos exigente, fue seleccionado por el Ministerio de Suministros para su producción.
BSA compró el negocio de motocicletas y bicicletas de Sunbeam a la Associated Motor Cycles Ltd en 1943, y más adelante la fábrica de motocicletas Ariel Motors Ltd en 1944. 
Durante el curso del conflicto, BSA produjo 1 250 000 rifles reglamentarios Lee–Enfield; 404 383 sub-fusiles Sten; 468 098 ametralladoras Browning más repuestos equivalentes a otras 100 000; 42 532 cañones Hispano; 32 971 cañones antiaéreos Oerlikon; 59 322 ametralladoras Besa de 7,9 mm; 3218 ametralladoras Besa de 15 mm; 68 882 cañones antitanque Boys; 126 334 motocicletas y 128 000 bicicletas militares (más de 60 000 de ellas fueron bicicletas de paracaidistas). También se entregaron a las fuerzas armadas 10 millones de cajas de casquillos, 3 485 335 cargadores y 750 000 cohetes antiaéreos.

Al mismo tiempo, otras empresas del grupo afrontaron problemas similares. Antes de la Segunda Guerra Mundial, Daimler había sido vinculado con otros fabricantes de motores de Coventry en un esquema respaldado por el gobierno para la fabricación de motores aeronáuticos, y se le habían asignado dos fábricas en la sombra. Aparte de esto, Daimler, propiedad de BSA, estaba produciendo Scout Cars y Coches Armados Mk I, que habían sido diseñados por BSA en Small Heath, no en Coventry, así como torretas, piezas de armas, transmisiones de tanques, proyectiles de lanzacohetes y otras municiones. Esta actividad no había pasado desapercibida al enemigo, lo que convirtió a Radford Works en un objetivo en el bombardeo de Coventry. Radford Works recibió impactos directos en cuatro ataques aéreos espaciados durante 1940. Ninguno de estos ataques interrumpió seriamente la producción, aunque, dos ataques aéreos más graves se llevaron a cabo en abril de 1941 y destruyeron la mitad de la fábrica. En total, se calcula que se lanzaron 170 bombas que contenían 52 000 libras (23 587 kg) de explosivos sobre Radford Works, así como miles de bombas incendiarias. Al igual que BSA, Daimler tuvo que reorganizarse en unidades de dispersión. El mariscal de campo Rommel rindió un tributo involuntario a los trabajadores de Radford Works, cuando usó un Daimler Scout capturado para escapar tras su derrota en la Segunda Batalla de El Alamein.

### Posguerra

#### Bicicletas BSA
BSA produjo el primer catálogo de bicicletas Sunbeam en 1949 y produjo su propio desviador '4 estrellas' con un buje libre asociado y un casete de 4 piñones. Este diseño era diferente del cambio central Bayliss Wiley de la década de 1930, que tenía un portapiñones roscado. BSA compró el negocio de motocicletas y bicicletas New Hudson en 1950, a lo que siguió en 1951 la compra de Triumph Motorcycles, lo que llevó a Jack Sangster a la junta de dirección de BSA. El efecto de esta adquisición fue convertir a BSA en el mayor productor de motocicletas del mundo en ese momento. En 1953, BSA retiró la producción de motocicletas de BSA Cycles Ltd, la compañía que estableció en 1919, al crear BSA Motorcycles Ltd.
En 1952 BSA formó un equipo de ciclismo profesional. Bob Maitland fue un exitoso ciclista amateur y el mejor clasificado británico en la carrera de 1948 en los Juegos Olímpicos, fichado como corredor independiente en el equipo BSA y que trabajaba  en la oficina de diseño de la empresa como delineante. Bob Maitland fue el responsable del diseño de la gama BSA de bicicletas deportivas ligeras de posguerra, basadas en su conocimiento del ciclismo. También fabricó algunos de los componentes utilizados en las bicicletas del equipo profesional, que no eran máquinas de producción estándar. En la Vuelta a Gran Bretaña Road Race de 1952, disputada entre el viernes 22 de agosto y el sábado 6 de septiembre, con 14 etapas y una distancia total de 2365 km, el equipo BSA de Bob Maitland, "Tiny" Thomas, Pete Proctor, Alf Newman y Stan Jones ganó la clasificación general por equipos y Pete Proctor fue el "rey de la montaña". Los corredores también disfrutaron del éxito en algunas etapas de la carrera. El equipo compitió en cuatro pruebas más.
En 1953, el equipo de ciclismo profesional BSA fue administrado por Syd Cozens, y continuó cosechando algunos éxitos en Gran Bretaña.
1954 vio la introducción del engranaje de buje BSA Quick Release 3 Speed. Era un engranaje de tres velocidades de eje dividido, destinado a bicicletas equipadas con sistema de baño de aceite. El engranaje de cubo de 3 velocidades BSA original se había fabricado bajo la licencia del Sindicato de engranajes de tres velocidades desde 1907. El diseño se clasificó más tarde como Sturmey-Archer 'Tipo X', pero toda la producción de engranajes de buje de BSA cesó en 1955.

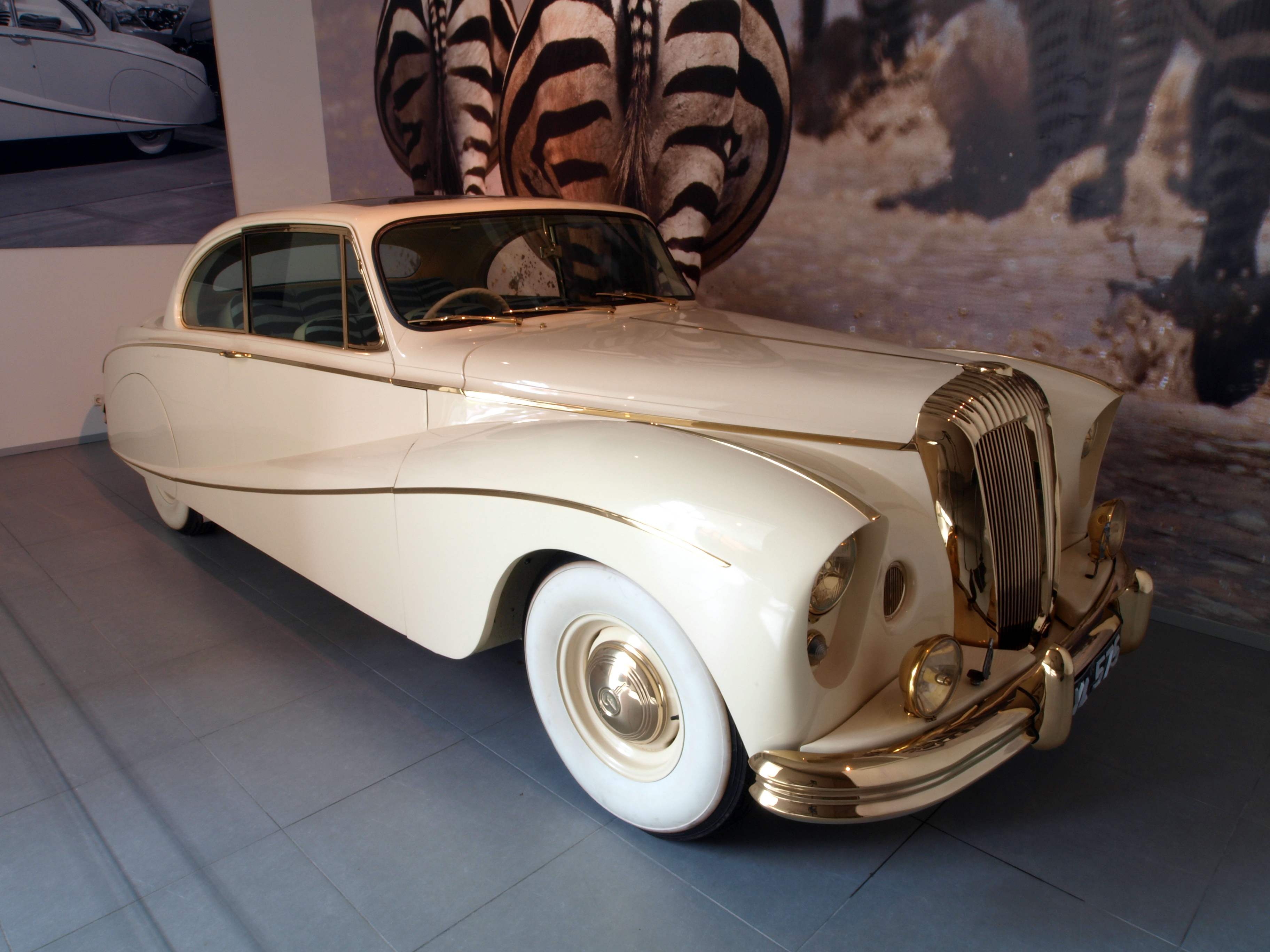
Cupé Daimler Golden Zebra de Lady Docker (1955)

#### Gestión
Sir Bernard Docker permaneció como presidente de BSA hasta 1956, cuando lo destituyó el consejo de la empresa. En una disputa áspera aireada por los medios de comunicación, el asunto se llevó a los accionistas de BSA reunidos en la Asamblea General Anual, donde se confirmó la decisión de la Junta. Otra salida importante para la fortuna del Grupo BSA, pero menos polémica, fue la jubilación por motivos de salud de James Leek, director general desde 1939 hasta su jubilación. Sir Bernard Docker fue reemplazado como Presidente de la Junta de BSA por Jack Sangster.

## Dispersión empresarial
La división de bicicletas de BSA, BSA Cycles Ltd., incluida la red de concesionarios, se vendió a Raleigh en 1957. Raleigh inicialmente continuó con la producción de bicicletas en Birmingham, en Coventry Road, Sheldon, Birmingham 26, hasta principios de los años sesenta, usando piezas de BSA. Pero con el paso del tiempo se utilizaron más piezas y accesorios de Raleigh en existencia, aunque algunos continuaron portando el sello de las 'armas cruzadas'. Los propietarios de TI Group de la British Cycle Corporation compraron Raleigh en 1960 y obtuvieron acceso a la marca BSA. Las bicicletas que llevan el nombre BSA actualmente se fabrican y distribuyen en la India por TI Cycles of India, pero no tienen conexión directa con la compañía original BSA de Birmingham.
En 1960, Daimler fue vendida a Jaguar.
1961 fue el año del centenario del Grupo BSA y en reconocimiento a este hito, la revista de la compañía publicó una edición de aniversario de Noticias del Grupo BSA en junio, edición del Centenario de BSA 1861–1961, en la que se conmemoraron muchos de los logros del Grupo. Ese año también se vio el final de la producción de rifles militares, aunque BSA todavía continúa fabricando armas deportivas.

## Productos

### Bicicletas
Según Charles Spencer, BSA estaba fabricando la bicicleta "Delta" alrededor de 1869. En 1880, la compañía empezó a fabricar el "Diciclo Otto". Se firmó un contrato inicial para producir 210, seguido de un contrato por otros 200. En total, se cree que se fabricó un total de 953 máquinas Otto. Poco después, BSA inició la producción de bicicletas por su propia cuenta. Las primeras máquinas según sus propias especificaciones se exhibieron en la Exposición Stanley de 1881. BSA continuó diseñando y fabricando una bicicleta de "seguridad" (patente: 15 342 de 1884), a la vez que también producía triciclos, y en 1885 obtuvo una licencia para fabricar rodamientos de bolas.
La compañía dejó de fabricar bicicletas en 1887, debido a la demanda de armas. La fabricación de componentes para bicicletas comenzó de nuevo en 1894 y BSA continuó suministrando el comercio de bicicletas hasta 1936. Reinició la fabricación de bicicletas por su propia cuenta nuevamente en 1908, exhibidas en la Exposición Stanley de 1909. La fabricación de bicicletas fue lo que llevó a BSA a las motocicletas.
Produjo bicicletas tanto para la policía como para el ejército y, en particular, una bicicleta plegable para el Ejército británico durante la Primera Guerra Mundial, así como la bicicleta plegable paracaidista más conocida durante la Segunda Guerra Mundial. BSA suministró bicicletas al ejército irlandés después de 1922.
La empresa fabricó una amplia gama de bicicletas, desde modelos utilitarios hasta bicicletas de carreras. La gama BSA de bicicletas deportivas se amplió en la década de 1930 tras la concesión de una patente para un nuevo diseño más ligero de la orejera del asiento en 1929 y también se introdujeron tándems en la gama de bicicletas BSA. Sus máquinas tenían una merecida reputación de calidad y durabilidad, y sus componentes eran más caros que Chater-Lea o Brampton. BSA lanzó una máquina para ciclistas de alto nivel a principios de la década de 1930, inicialmente denominada "Super-eeze". No tardó en beneficiarse de la publicidad obtenida patrocinando al gran ciclista australiano Hubert Opperman, denomimando "Opperman" al modelo más alto de su gama de bicicletas. Una gama más económica de máquinas livianas, las Clubman, se introdujo a partir de 1936 con el cambio "Cyclo" 3. Se hicieron cambios sutiles en la gama, la mayoría de los modelos se equiparon con las horquillas de patente "Russ" aunque algunos modelos se comercializaron tan solo durante dos temporadas. Alrededor de septiembre de 1939 se detuvo toda esta actividad con el estallido de la Segunda Guerra Mundial. En marzo de 1940 se publicó un catálogo revisado con una gama muy reducida, que también vio el lanzamiento del modelo BSA "Streamlight" Se introdujo una bicicleta novedosa, pero había pero desapareció de una gama de bicicletas muy reducida, que se distribuyeron a partir de diciembre de 1941. BSA había cesado la producción de su engranaje central de 3 velocidades en 1939 y parece que la producción comenzó de nuevo en 1945, aunque con un acabado negro en lugar de cromado. BSA compró Sunbeam en 1943 y produjo bicicletas Sunbeam usando cuadros y partes existentes y utilizando componentes BSA para las partes faltantes. El primer catálogo de Sunbeam producido por BSA se publicó en 1949.
La BSA de posguerra amplió su gama de bicicletas, pero se enfrentó con problemas de escasez de materias primas como el acero, por lo que tuvo que exportar gran parte de su producción para obtener una licencia del gobierno para comprar las materias primas necesarias. La compañía trasladó la producción de bicicletas a la nueva fábrica de Waverley después de la Segunda Guerra Mundial. BSA continuó innovando al presentar el cambio 4 Star en 1949, junto con una 'unidad' de 4 velocidades o un casete asociado. El diseño del desviador se modificó a partir de 1950 y estuvo ciertamente disponible hasta 1953, pero no fue un gran éxito. BSA compró New Hudson en 1950 y comenzó a fabricar y vender máquinas de esta marca, así como Sunbeam. Parece que la máquina ciclista de peso ligero BSA más alta de la gama era la "Columna de oro", lo que se cambió al modelo BSA "Tour of Britain" tras el éxito del equipo de ciclismo profesional BSA en el Tour of Britain de 1952. Este modelo fue fuertemente promocionado en las publicaciones de ventas de BSA en 1953. La fabricación del modelo "Tour of Britain" no era la misma que la del equipo profesional. Solo ocho máquinas fueron diseñadas para el equipo profesional y ninguno de los componentes parecen haber sido partes BSA estándar. En 1953, BSA separó el negocio de bicicletas de los automóviles y de las motocicletas en diferentes participaciones.
Los buenos tiempos estaban llegando a su fin y la demanda de bicicletas cayó con el fin del racionamiento en 1954. James Leek, director general de BSA Cycles Ltd sufría problemas de salud y se retiró en 1956, el mismo año que el presidente de BSA, Sir Bernard Docker, fue cesado de la Junta de BSA. Jack Sangster, quien se unió a la Junta de BSA en 1951 tras la compra de su compañía, Triumph Motorcycles, fue elegido presidente. La empresa de fabricación de bicicletas BSA Cycles Ltd se vendió a Raleigh Bicycle Company en 1957.

### Motos

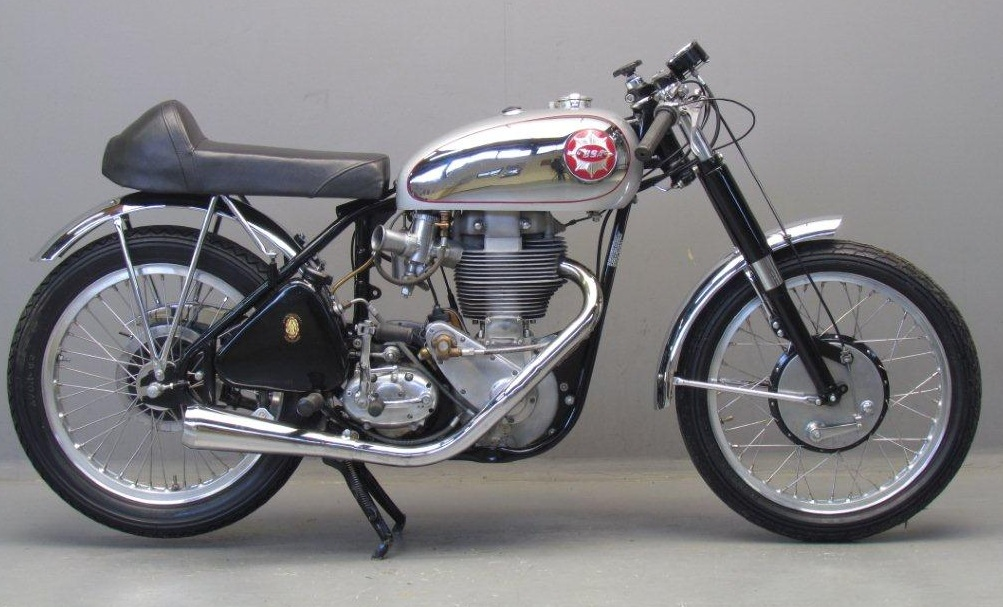
BSA Gold Star Daytona

Las motocicletas BSA fueron fabricadas por BSA Cycles Ltd, bajo la matriz de BSA, hasta 1953, cuando el negocio de las motocicletas se trasladó a la propiedad de BSA Motorcycles Ltd. La primera noticia de la intención de producir motocicletas se publicó en The Motor Cycle, una revista británica de motociclismo, en julio de 1906.
La primera motocicleta totalmente BSA, la 3½ HP se construyó en 1910 y se exhibió en el primer Salón del Olympia de Londres el 21 de noviembre. Ese año, Sir Hallewell Rogers, presidente de BSA, informó a los accionistas en la Asamblea General de 1910 en Birmingham de que: "Decidimos poner una motocicleta en el mercado para la próxima temporada ... Estas máquinas se exhibirá en la mjestra del 21 de noviembre, fecha a partir de la cual esperamos comenzar la entrega". Las máquinas estaban disponibles para la temporada de 1911 y toda la producción se agotó. BSA había adquirido previamente un motor disponible comercialmente en 1905, lo ajustó a uno de sus cuadros de bicicleta y descubrió de primera mano los problemas que debían superarse. BSA Cycles Ltd fue creada como una compañía subsidiaria en 1919 bajo el Director Gerente Charles Hyde, para fabricar bicicletas y motocicletas.

### Armas de fuego civiles
- Rifle con el patrón militar de 1906 rifle[60]
- La serie Sportsman de rifles de cerrojo .22 Long Rifle
- Varios rifles .22lr con objetivos Martini[61]
- Los rifles semiautomáticos Ralock y Armatic .22lr[62]
- Varios rifles de caza BSA CF2 con cerrojo

## Marcas
Los derechos de la marca de motocicletas fueron adquiridos en 1973 por Norton Villiers. Cuando esta última se liquidó en 1978, los derechos de la marca fueron adquiridos por una nueva empresa formada al efecto, la B.S.A. Company. Por su parte, los derechos de la marca de armas fueron adquiridos por la empresa española Gamo, para formar su nueva subsidiaria BSA Guns (UK) Limited.